# Andronovka
Andronovka (Russisch: Андроновка ) is een station aan de Moskouse Centrale Ringlijn die onder lijnnummer 14 wordt geëxploiteerd door de MZD. Het station ligt bij de kruising met de voorstadslijn van en naar Station Moskva Kazanskaja die hier een heeft. Het station is nieuwbouw aan de noordkant van de voorstadslijn, het gelijknamige goederenstation uit 1908 ligt aan de zuidkant. Op 10 september 2016 werd het station geopend en in januari 2017 was ook de overstaptunnel onder de voorstadslijn gereed. De halte aan de voorstadslijn heette, net als de naburige fabriek, Frezer maar is op 20 februari 2020 omgedoopt in Andronovka en zal vanaf 2021 ook bediend worden door het stadsgewestelijk net van Moskou.  

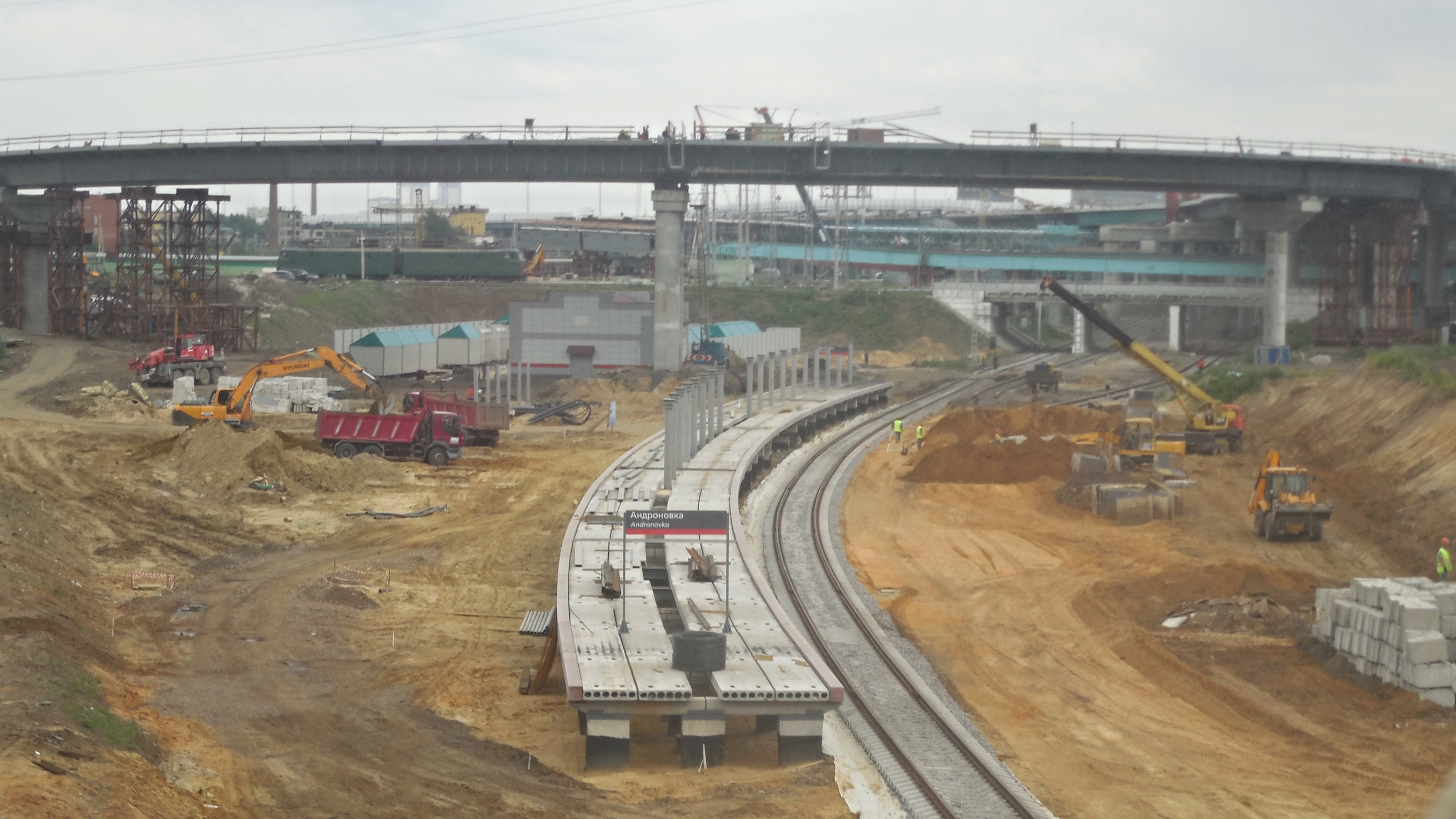
Het station in aanbouw op 20 juni 2015
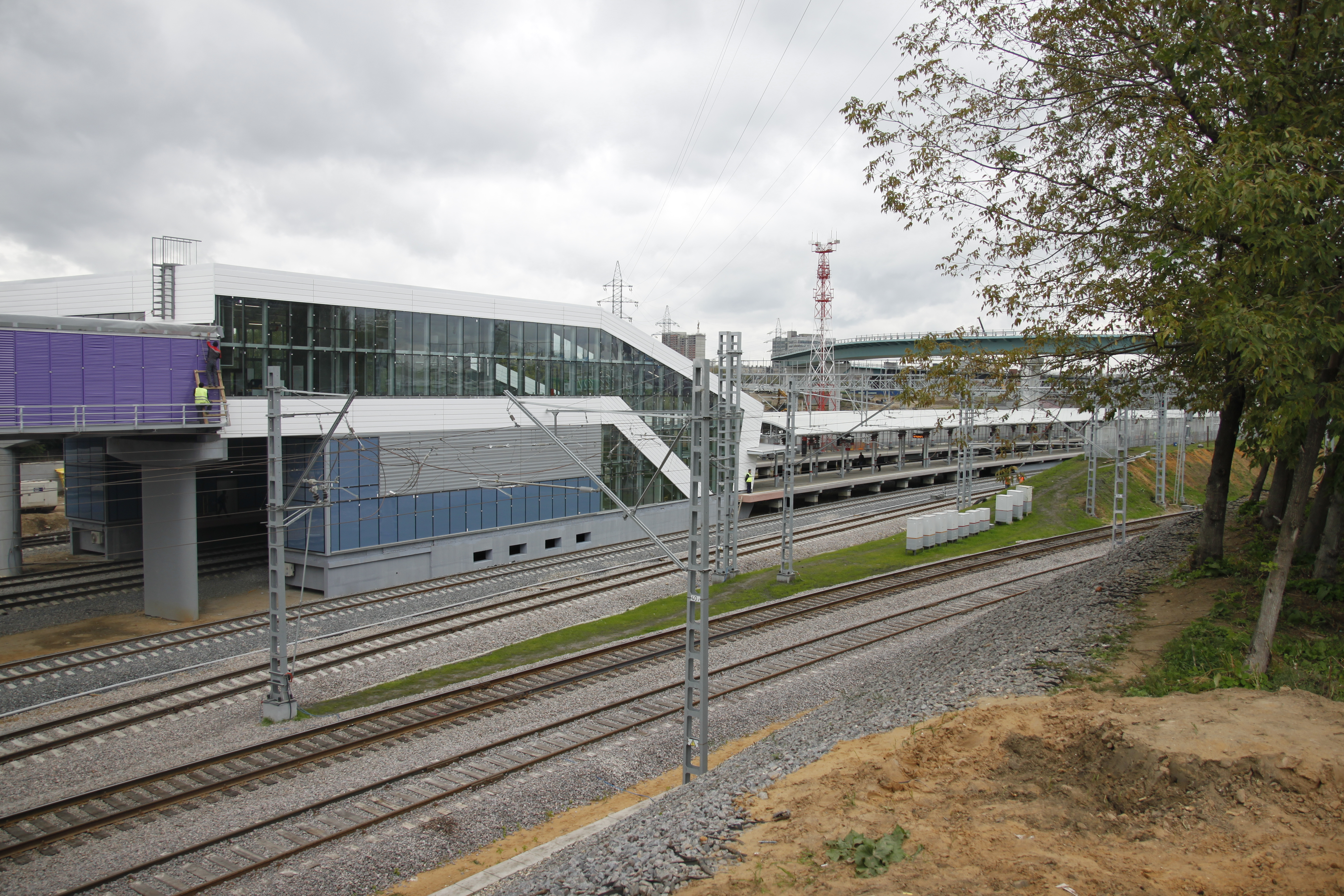
Het station gezien vanaf de loopbrug
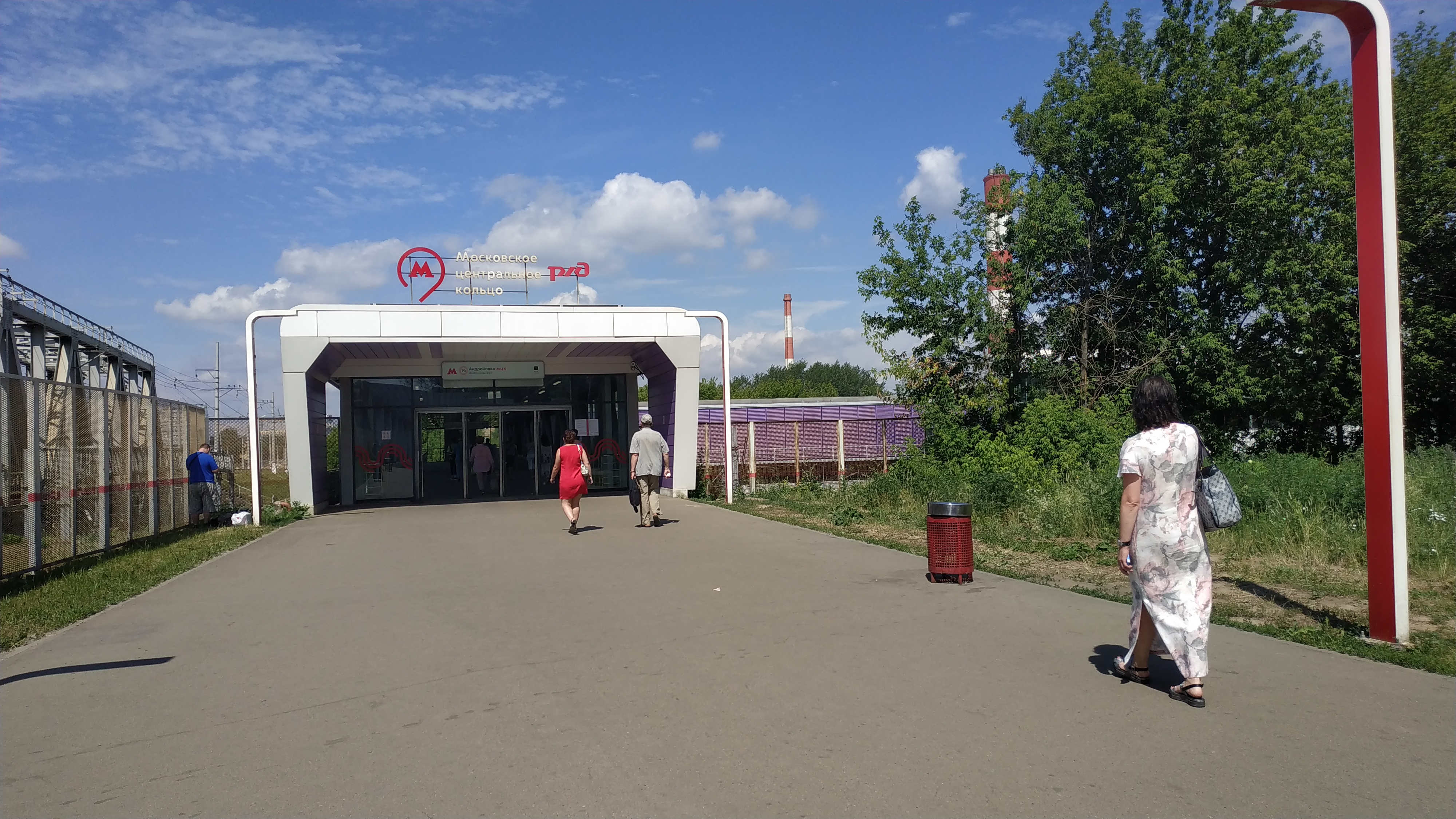
De ingang van het station aan de kant van de voorstadshalte

Het station ligt tussen de goederensporen van de ringlijn die via verbindingssporen zijn verbonden met de Kazanspoorweg van de MZD. Reizigers kunnen de verdeelhal boven de sporen bereiken via een loopbrug met ingangen bij de 2e Oelitsa Entoeziastov aan de westkant en de Frezerpassage bij de voorstadshalte aan de oostkant. Het westelijke perron heeft een spoor voor de treinen die met de klok mee rijden terwijl het oostelijke eilandperron de treinen die tegen de klok in rijden afhandelt op de beide sporen langs het perron. Treinen opweg naar het opstelterrein hebben hier hun eindpunt. Via de overstaptunnel kunnen de reizigers ook de bushaltes aan de 1e Frezernaja Oelitsa bereiken. Qua reizigersaantallen stond het station in 2017 op de twintigste plaats van de stations aan de centrale ringlijn met 13.000 reizigers per dag.